# Піндар (тиран Ефеса)
Піндар (дав.-гр. Πίνδαρος) — тиран давньогрецького міста Ефес середини VI ст. до н. е.
Відомий головним чином завдяки участі у війні з лідійським царем Крезом, якому закортіло приєднати Ефес до своїх володінь. У 560 р. до н. е. Крез взяв місто в облогу. Після того, як лідійцям вдалося зруйнувати одну з міських веж, і поразка стала неминучою, Піндар наказав громадянам з'єднати Ефес мотузкою з храмом Артеміди, продемонструвавши таким чином, що вони знаходяться під захистом богині. Крез погодився прийняти капітуляцію Ефеса на почесних умовах. Місто зберегло самоврядування, проте взяло на себе зобов'язання сплачувати цареві данину. Сам Піндар змушений був відмовитися від влади над Ефесом на користь сина Меланта та емігрувати до материкової Греції.